# ソフィア・マグダレーナ・アヴ・ダンマルク
ソフィア・マグダレーナ・ア・ダンマルク（Sofia Magdalena av Danmark, 1746年7月3日 - 1813年8月21日）は、スウェーデン王グスタフ3世の王妃。デンマーク語名はソフィー・マウダリーネ・ア・ダンマーク（Sophie Magdalene af Danmark）。

## 生涯
デンマーク王フレゼリク5世と王妃ルイーゼの娘として、コペンハーゲンのクリスチャンスボー城で生まれた。5歳でスウェーデン王太子グスタフと婚約し、20歳で正式に結婚した。典型的な政略結婚で、グスタフはソフィアに冷淡だったという。事実、結婚してから10年たっても子供が生まれず、ヨーロッパ各国の宮廷では、グスタフが同性愛者か勃起不全に違いないという噂が流れていた。ソフィアは生真面目なうえ人見知りの激しい性格で、王を取り巻く輪に入っていけなかった。彼女は王妃として宮廷の数々の行事をこなしたが、夫が中心にいる宮廷で目立つ存在にはなれなかった。
1778年、ソフィアは待望の男児グスタフ・アドルフ（のちのグスタフ4世アドルフ）を生んだ。1782年に次男カール・グスタフを生んだが、この子は1年でみまかった。1777年から1783年までの間は、2人の関係は以前よりも良好だった。しかし次男を失った後、2人の結婚生活は再びすれ違いの連続だった。2子を生んだにもかかわらず、ソフィアの子供たちはグスタフの子供ではないという噂が宮廷の内外で飛び交った。本当の父親はグスタフの教育係ではないかと、王太后ロヴィーサ・ウルリカすら指摘していた。王と正常な夫婦関係を保てないから恋人にも冷たいのだと王太后に言われ、ソフィアは二度と義母と口をきかないと誓い、それを実行したという。
1792年にグスタフが暗殺されると、夫の無惨な死に深くおびえ、宮廷の表舞台から遠ざかるようになった。幼い王グスタフ4世アドルフを補佐すべきところ、義弟カール（のちのカール13世）が替わって摂政をつとめた。彼女はただの一度も政治に関わることなく、クーデターによるグスタフ4世アドルフの退位、フィンランドをロシアに奪われるといった歴史的出来事を遠くから眺めるのみだった。息子がドイツへ亡命してもソフィアはスウェーデンにとどまり、ウルリクスダール宮殿でその生涯を閉じた。